# Agalmyla
Agalmyla, biljni rod iz porodice gesnerijevki rasprostranjen od Sumatre do Nove Gvineje i Bismarckovog arhepelaga, i na sjever do Filipina. Pripada mu blizu sto vrsta, uglavnom trajnice penjačice, te nekoliko grmova. Tipična je vrsta A. parasitica s Malajskog poluotoka i Jave.
Ime roda dolazi od grčkog αγαλμα, agalma, ukras; i ΰλη, hule [hyle], šuma; odnosno “šumski ukras”, zbog lijepih crvenih cvjetova.

## Opis
Agalmyla je prilično velik rod od približno 97 vrsta koje pripadaju potporodici Cyrtandroideae (danas Didymocarpinae) plemenu Trichosporeae. Divlje populacije nalaze se u većem dijelu Malezije (Sumatra, Borneo, Java, itd.). Površno, nalikuju na češće uzgajani rod Aeschynanthus. Obično su to višegodišnje penjačice, ali nekoliko vrsta potpuno je kopneno i nalik je grmovima. Vrste Agalmyla imaju kratko korijenje duž duljine stabljike koje se koristi za prianjanje uz drveće na koje se penju. Listovi su nasuprotni i općenito različite veličine, ali kod potpuno kopnenih vrsta listovi svakog para su jednake veličine. Cvjetni grozdovi razvijaju se u pazušcima s mnogo cvjetova koji se formiraju na malom području. Čašični listići obično su srasli u češer, a vjenčić je tipično zakrivljen. Vjenčić je obično crven, ali može imati crnu ili žutu boju u grlu. Ipak, postoje i druge boje, poput narančaste i zelene. Cvjetovi imaju 5 režnjeva s gornjom usnom koju čine 2 režnja, 2 režnja bočno od gornje usne i 1 režanj neposredno ispod. U nekim slučajevima gornju usnicu čine i gornja 2 režnja i 2 bočna režnja, ostavljajući samo 1 režanj ispod. 2 ili 4 prašnika pojavljuju se u parovima koji mogu ili ne moraju prelaziti otvor vjenčića, ovisno o vrsti. Sjemenska mahuna je dugačka i cilindrična, otvara se s 4 ventila. Sjemenke imaju končasti dodatak na svakom kraju koji vjerojatno pomaže u njihovom širenju vjetrom. Tipično svijetla boja i duga cijev vjenčića sugeriraju da se oprašivanje odvija preko ptica.
Godine 1968. Burtt je uvrstio i Dichrotrichum i Tetradema u rod. Kasnije su Hilliard i Burtt (2002) podijelili rod u tri dijela.
- Section Agalmyla– listovi različite veličine u svakom paru, manji je ljuskast, cvjetovi imaju mrlje od dlačica u cjevčici vjenčića i 2 ili 4 prašnika koji izlaze iz otvora vjenčića. Nalazi se na Borneu, Javi, Malajskom poluotoku, Palawanu i Sumatri.
- Section Exannularia– listovi različite veličine u svakom paru, manji list ima peteljku i lisnu plojku, nalazi se na Sulawesiju i obližnjim otocima.
- Section Dichrotrichum– listovi različite veličine u svakom paru, manji list ima peteljku i lisnu plojku, cvjetne grozdove drže na stapkama koje se granaju prema svakom pojedinom cvijetu, 4 prašnika koji rijetko prelaze otvor vjenčića. Cvjetovi imaju vjenčić ili 5 dlačica. Nalazi se na Molučkim otocima, Novoj Gvineji i Filipinima.[2]

Agalmyla se ne viđa često u uzgoju. Biljke mogu postati velike i zahtijevati rešetke kako bi postigle svoj puni potencijal. Možda je jedna značajna iznimka A. parasitica, koja se uzgaja s određenom redovitošću.

## Vrste
1. Agalmyla affinis Hilliard & B.L.Burtt
2. Agalmyla aitinyuensis Hilliard & B.L.Burtt
3. Agalmyla ambonica Hilliard & B.L.Burtt
4. Agalmyla angiensis (Kaneh. & Hatus.) Hilliard & B.L.Burtt
5. Agalmyla angustifolia Miq.
6. Agalmyla aurantiaca Hilliard & B.L.Burtt
7. Agalmyla beccarii C.B.Clarke
8. Agalmyla bicolor Hilliard & B.L.Burtt
9. Agalmyla biflora (Elmer) Hilliard & B.L.Burtt
10. Agalmyla bilirana Hilliard & B.L.Burtt
11. Agalmyla borneensis (Schltr.) B.L.Burtt
12. Agalmyla bracteata (Stapf) B.L.Burtt
13. Agalmyla brevifolia S.Moore
14. Agalmyla brevipes (C.B.Clarke) B.L.Burtt
15. Agalmyla brownii (Koord.) B.L.Burtt
16. Agalmyla calelanensis (Elmer) Hilliard & B.L.Burtt
17. Agalmyla centralis Hilliard & B.L.Burtt
18. Agalmyla chalmersii (F.Muell.) B.L.Burtt
19. Agalmyla chorisepala (C.B.Clarke) Hilliard & B.L.Burtt
20. Agalmyla chrysostyla (Schltr.) Hilliard & B.L.Burtt
21. Agalmyla clarkei (Elmer) B.L.Burtt
22. Agalmyla columneoides Hilliard & B.L.Burtt
23. Agalmyla decipiens Hilliard & B.L.Burtt
24. Agalmyla dentatisepala Hilliard & B.L.Burtt
25. Agalmyla diandra Hilliard & B.L.Burtt
26. Agalmyla elegans (K.Schum. & Lauterb.) Hilliard & B.L.Burtt
27. Agalmyla elongata (Blume) B.L.Burtt
28. Agalmyla erecta B.L.Burtt
29. Agalmyla exannulata Hilliard & B.L.Burtt
30. Agalmyla formosa Hilliard & B.L.Burtt
31. Agalmyla gjellerupii (Schltr.) Hilliard & B.L.Burtt
32. Agalmyla glabra (Copel. ex Merr.) Hilliard & B.L.Burtt
33. Agalmyla glabrisepala Hilliard & B.L.Burtt
34. Agalmyla glandulosa Hilliard & B.L.Burtt
35. Agalmyla gracilis Hilliard & B.L.Burtt
36. Agalmyla hilliardiae D.J.Middleton & S.M.Scott
37. Agalmyla hirta Hilliard & B.L.Burtt
38. Agalmyla hooglenii Hilliard & B.L.Burtt
39. Agalmyla immersinervia Hilliard
40. Agalmyla inaequidentata Hilliard & B.L.Burtt
41. Agalmyla insularis Hilliard & B.L.Burtt
42. Agalmyla javanica Hilliard & B.L.Burtt
43. Agalmyla johannis-winkleri (Kraenzl.) B.L.Burtt
44. Agalmyla keysseri (Diels) Hilliard & B.L.Burtt
45. Agalmyla kowapiana Hilliard & B.L.Burtt
46. Agalmyla lavandulacea Hilliard & B.L.Burtt
47. Agalmyla leuserensis Hilliard & B.L.Burtt
48. Agalmyla lobata (Schltr.) Hilliard & B.L.Burtt
49. Agalmyla longiattenuata Hilliard & B.L.Burtt
50. Agalmyla longipetiolata Hilliard & B.L.Burtt
51. Agalmyla macrocalyx Hilliard & B.L.Burtt
52. Agalmyla macrocolon Hilliard & B.L.Burtt
53. Agalmyla manuselae Hilliard & B.L.Burtt
54. Agalmyla minor (K.Schum. & Lauterb.) Hilliard & B.L.Burtt
55. Agalmyla montis-tomasii Hilliard & B.L.Burtt
56. Agalmyla multiflora (Kaneh. & Hatus.) Hilliard & B.L.Burtt
57. Agalmyla murudiana Hilliard & B.L.Burtt
58. Agalmyla nervosa Hilliard & B.L.Burtt
59. Agalmyla obiana Hilliard & B.L.Burtt
60. Agalmyla ovata (B.L.Burtt) Hilliard & B.L.Burtt
61. Agalmyla parasitica (Lam.) Kuntze
62. Agalmyla paromoia Hilliard & B.L.Burtt
63. Agalmyla parvifolia (S.Moore) Hilliard & B.L.Burtt
64. Agalmyla parvilimba Hilliard & B.L.Burtt
65. Agalmyla pauciflora Hilliard & B.L.Burtt
66. Agalmyla paucipilosa Hilliard & B.L.Burtt
67. Agalmyla persimilis Hilliard & B.L.Burtt
68. Agalmyla porrectiloba Hilliard & B.L.Burtt
69. Agalmyla pseudoborneensis Hilliard & B.L.Burtt
70. Agalmyla pulcherrima Hilliard & B.L.Burtt
71. Agalmyla remotidentata Hilliard & B.L.Burtt
72. Agalmyla roseoflava Hilliard & B.L.Burtt
73. Agalmyla rotundiloba Hilliard & B.L.Burtt
74. Agalmyla rubra (Merr.) B.L.Burtt
75. Agalmyla samarica Hilliard & B.L.Burtt
76. Agalmyla scabriflora Hilliard & B.L.Burtt
77. Agalmyla schlechteri Hilliard & B.L.Burtt
78. Agalmyla serrata Hilliard & B.L.Burtt
79. Agalmyla sibuyanensis Hilliard & B.L.Burtt
80. Agalmyla similis Hilliard & B.L.Burtt
81. Agalmyla singularis Hilliard & B.L.Burtt
82. Agalmyla sojoliana Hilliard & B.L.Burtt
83. Agalmyla stellifera Hilliard & B.L.Burtt
84. Agalmyla stenosiphon Hilliard & B.L.Burtt
85. Agalmyla tamrauana Hilliard & B.L.Burtt
86. Agalmyla tobensis Hilliard & B.L.Burtt
87. Agalmyla torajiana Hilliard
88. Agalmyla triflora (Valeton) B.L.Burtt
89. Agalmyla tuberculata Hook.f.
90. Agalmyla urdanetensis (Elmer) Hilliard & B.L.Burtt
91. Agalmyla valetoniana (Lauterb.) Hilliard & B.L.Burtt
92. Agalmyla villosa (Schltr.) Hilliard & B.L.Burtt
93. Agalmyla vogelii Hilliard & B.L.Burtt
94. Agalmyla wekariensis Hilliard & B.L.Burtt
95. Agalmyla wildeorum Hilliard & B.L.Burtt
96. Agalmyla wondiwoiana Hilliard & B.L.Burtt